# Вильнюсский технический университет Гедимина
Вильнюсский технический университет имени Гедиминаса (ВГТУ) (лит. Vilniaus Gedimino technikos universitetas, VGTU, Vilnius Tech) — государственное высшее учебное заведение, второе в Литве по размеру и научному уровню после Вильнюсского университета. В 2014 году здесь обучалось более 10,5 тысяч студентов. Ежегодный набор в бакалавриат составляет 2 тысячи человек на инженерные специальности и по 500 на экономические и гуманитарные.

## История

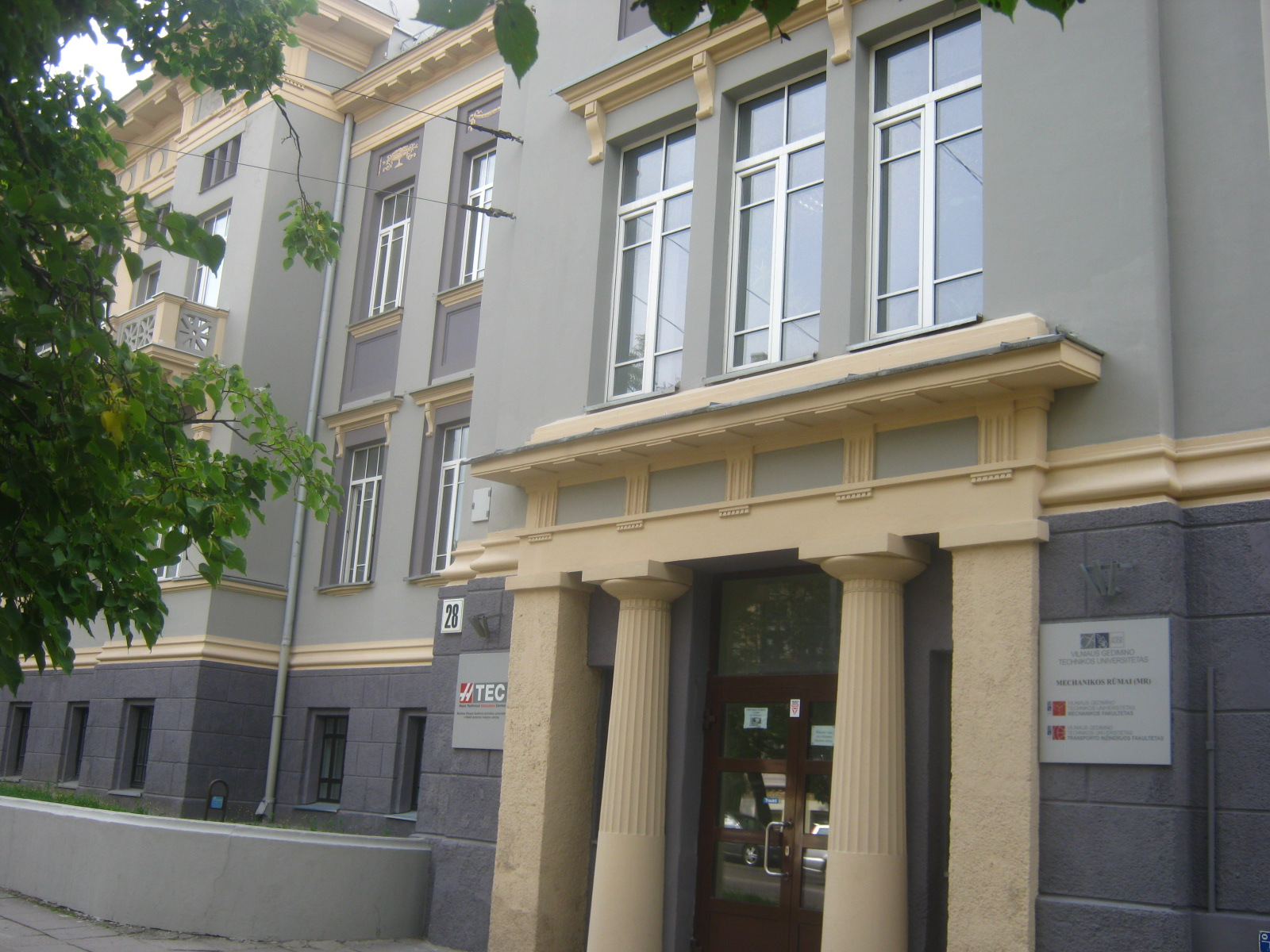
Здание факультета механики на улице Басанавичус

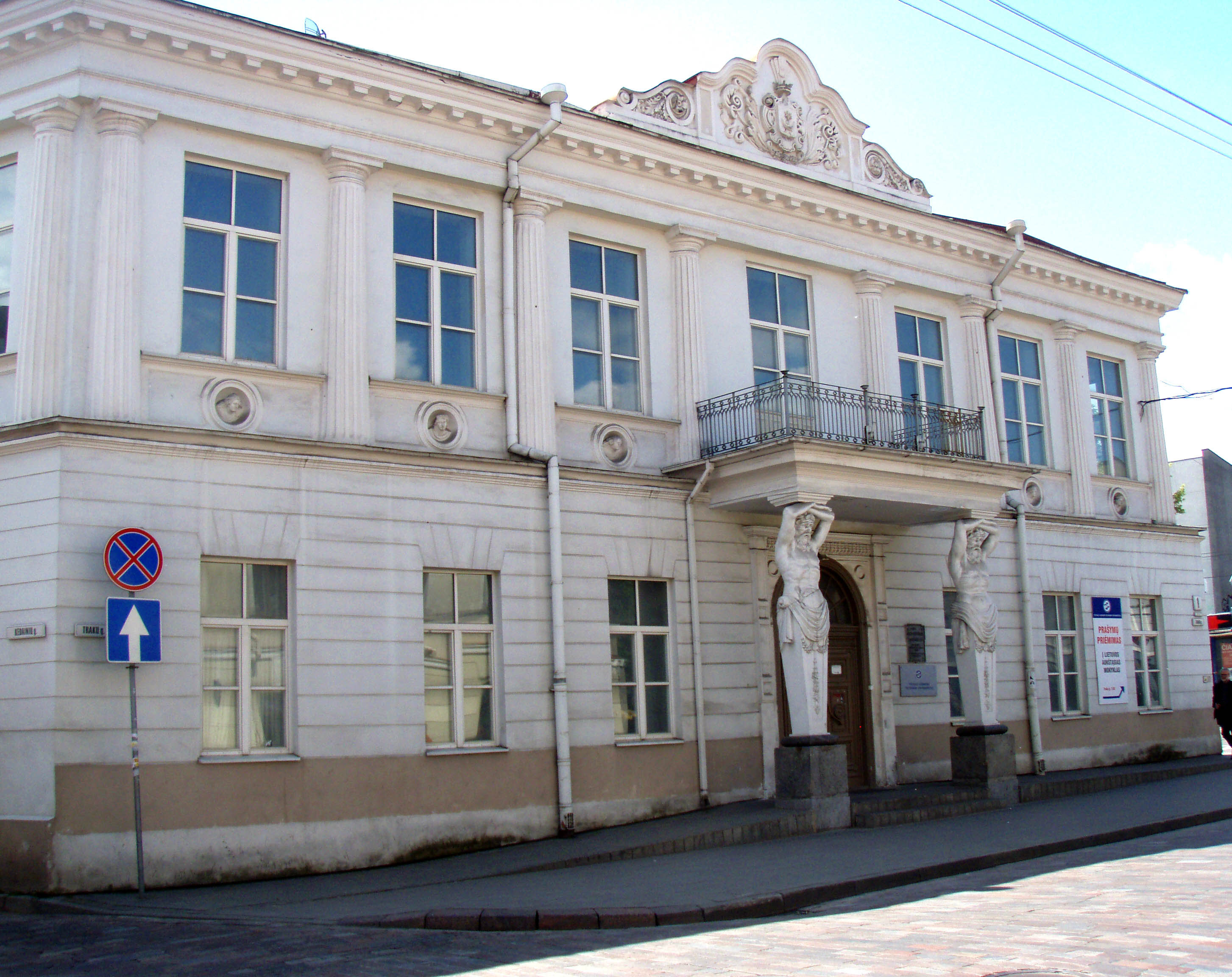
Факультет архитектуры на улице Траку

- 1 сентября 1956 год создан Вильнюсский филиал Каунасского политехнического института. Набрано 75 студентов. Обучение велось только в вечерней форме.
- 1 июля 1960 года филиал преобразован в факультет. Было 3 кафедры: Строительства, Механики и Электротехники, обучалось 514 студентов.
- 6 июля 1961 года появились 2 Факультета: Приборостроения и Механической технологии. Появилось дневное отделение.
- 1 августа 1969 года Вильнюсский филиал Каунасского политехнического института преобразован в Вильнюсский инженерно-строительный институт (ВИСИ). Имелось 4 факультета, 26 кафедр, 290 преподавателей и 3451 студент.
- 31 октября 1990 года ВИСИ переименован в Вильнюсский технический университет.
- 22 августа 1996 года Университету присвоено имя литовского князя Гедимина.
- 1997 год: Университет принят во Всемирную ассоциацию университетов.

## ПоглощениеУниверситета Миколаса Ромериса
4 декабря 2018 года, в рамках плана опитимизации государственных университетов, подразумевающего уменьшения количества университетов с 14 до 9, Сейм принял решение о начале процесса присоединения Университета Миколаса Ромериса к Вильнюсскому техническому университету Гедимина. В июле 2019 года объединение университетов было отложено до 2022 года из-за неукладывания в сроки по достижению договора между университетами о деталях присоединения. 12 февраля 2020 года Правительство по рекомендации Министерства образования, науки и спорта полностью отказалось от объединения. Университеты не смогли договориться об условиях и дальнейшие переговоры были свёрнуты.

## Оптимизация
12 февраля 2020 года Правительство Литвы приняло решение об оптимизации и концентрации всего научно-технического потенциала университета в Саулетекисе. Оптимизация будет проведена за счёт средств, вырученных от продажи зданий факультетов на улицах Наугардуко и Й. Басанавичяус в центре города. План был одобрен университетом и Министерством образования, науки и спорта.

## Ректоры
- 1969—1990 годы профессор Александрас Чирас;
- 1990—2002 годы профессор Эдмундас Казимерас Завадскас;
- 2002—2011 годы профессор Ромуалдас Гинявичюс;
- 2011—2021 годы профессор Альфонсас Данюнас;
- с 20 октября 2021 года профессор Ромуалдас Клюкас[5].

## Факультеты

### Авиационный институт имени Антанаса Густайтиса
Основан в 1993 году. Готовит лётчиков, диспетчеров, а также авиационных инженеров по специальностям «авиамеханика», «авиаэлектроника», «авиационная автоматика».

### Окружающей среды
Ведётся подготовка по специальностям: Геодезия, Охрана окружающей среды, Урбанистика, Дорожное строительство.

### Архитектуры
Появился в 1971 году. Самый скромный факультет — одна специальность и около 500 студентов. С 1999 года размещается в здании дворца Тышкевичей.

### Электроники
Появился в 1961 году и назывался факультетом приборостроения. Нынешнее название и структуру получил в 1991 году.
Осуществляется подготовка по специальностям: электроника, автоматика, информационные системы, радиоинженерия, компьютерная инженерия.

### Фундаментальных наук
Готовит широкий спектр специалистов: Прикладные математики, программисты, биотехнологи.

### Механический
Ведётся подготовка по специальностям: Биомеханика, Промышленная инженерия, Инженерия инновативных производств, Полиграфия, Механическая инженерия (Специализации: мехатроника, проектирование машин, контроль качества механического производства, оборудование охраны окружающей среды)

### Строительный
Готовит инженеров по специальностям «Пожарная безопасность», «Строительная инженерия», «Строительство мостов и специальных сооружений», «Строительные технологии и материалы» и менеджеров по специальности «Менеджмент недвижимости».

### Транспортный
Имеется специальность «Транспортная инженерия» со специализациями: автомобильная техника, железнодорожная техника, транспортно-технологические системы(трубопроводы, терминалы и т. п.). Также готовятся специалисты по логистике.

### Менеджмента
Есть специальности: менеджмент, менеджмент организаций, экономическая инженерия.

### Творческой индустрии
Имеется одна специальность — «Творческая индустрия», уже много лет конкурс на неё — самый большой в Литве. Студенты изучают функционирование телевидения, радио, театра, продюсерскую деятельность.
Кроме того в составе Университета имеется 12 НИИ.